# Seirocastnia extensa
Seirocastnia extensa är en fjärilsart som beskrevs av Jordan 1908. Seirocastnia extensa ingår i släktet Seirocastnia och familjen nattflyn. Inga underarter finns listade.